# Dr. Dolittle
Dr. Dolittle es una película del género comedia de Estados Unidos, estrenada el 26 de junio de 1998 y protagonizada por Eddie Murphy, el que encarna a un doctor que puede hablar con los animales. La película se basa en la serie homónima de cuentos para chicos escrita por Hugh Lofting, aunque en ella no se utiliza la trama original de los mismos; solo se explota la capacidad que tiene el personaje principal de hablar con animales. La primera película fue filmada en 1967 como un musical bajo el mismo título, una cercana adaptación del libro. La versión fue un éxito, y generó una secuela hecha en 2001, titulada Dr. Dolittle 2. Ambos filmes tienen la presencia de  Raven-Symoné y Kyla Pratt como las hijas de Dolittle.

## Reparto
| Personaje              | Actor original (EE. UU.) | Actor de voz (Hispanoamérica) | Actor de doblaje (España) |
| ---------------------- | ------------------------ | ----------------------------- | ------------------------- |
| Dr. John Dolittle      | Eddie Murphy             | Javier Rivero                 | Juan Fernández (BCN)      |
| Lucky                  | Norm MacDonald           | Eugenio Derbez                | Pep Antón Muñoz           |
| Lisa Dolittle          | Kristen Wilson           | Pilar Escandón                | Concha García Valero      |
| Dr. Mark Weller        | Oliver Platt             | Yamil Atala                   | Óscar Barberán            |
| Dr. Gene "Geno" Reiss  | Richard Schiff           | Alejandro Illescas            | Claudio García            |
| Calloway               | Peter Boyle              | César Arias                   | Joaquín Díaz              |
| Maya Dolittle          | Kyla Pratt               | Mónica Estrada                | Michelle Jenner           |
| Charisse Dolittle      | Raven-Symoné             | Rossy Aguirre                 | Roser Vilches             |
| Abuelo Archer Dolittle | Ossie Davis              | Federico Romano               | Pepe Mediavilla           |
| Jacob el Tigre         | Albert Brooks            | Octavio Rojas                 | Jaume Lleal               |
| Rodney                 | Chris Rock               | Alfonso Obregón               | José Javier Serrano       |
| Dr. Fish               | Jeffrey Tambor           | Humberto Vélez                | Eduardo Muntada           |
| Blaine                 | Paul Giamatti            | René García                   | Gonzalo Abril             |
| Rata 1                 | John Leguizamo           | Yamil Atala                   | Aleix Estadella           |
| Rata 2                 | Reni Santoni             | Daniel Abundis                | Carles Canut              |
| Mono borracho          | Phil Proctor             | Ricardo Hill                  | Pep Sais                  |
| Palomo                 | Garry Shandling          | Luis Alfonso Padilla          | Mario Gas                 |
| Paloma                 | Julie Kavner             | Maru Guerrero                 | Julia Gallego             |
| Lechuza                | Jenna Elfman             | Diana Pérez                   | Nuria Mediavilla          |
| Perro compulsivo       | Gilbert Gottfried        | Enrique Mederos               | Javier Fernández          |
| Mapache                | Paul Reubens             | Germán Fabregat               | José Luis Mediavilla      |
| Dr. Sam Litvack        | Steven Gilborn           | Carlos Águila                 | Ricky Coello              |
| John Dolittle (niño)   | Raymond Matthew Mason    | Gabriel Ramos                 | Masumi Mutsuda            |
| Dirección de Doblaje   |                          | Carlos Pontón                 | Gonzalo Abril             |
| Estudio de Doblaje     |                          | Prime Dubb México             | Sonoblok, S.A.(BCN)       |

## Estrenos
| País                                                                          | Fecha de estreno                   |
| ----------------------------------------------------------------------------- | ---------------------------------- |
| Alemania                                                                      | Jueves 1 de octubre de 1998        |
| Argentina                                                                     | Jueves 25 de junio de 1998         |
| Australia                                                                     | Jueves 2 de julio de 1998          |
| Austria                                                                       | Viernes 2 de octubre de 1998       |
| Bélgica                                                                       | Miércoles 12 de agosto de 1998     |
| Belice · Costa Rica · El Salvador · Guatemala · Honduras · Nicaragua · Panamá | Viernes 17 de julio de 1998        |
| Bolivia                                                                       | Jueves 9 de julio de 1998          |
| Brasil                                                                        | Viernes 26 de junio de 1998        |
| Bulgaria                                                                      | Viernes 13 de noviembre de 1998    |
| Chile                                                                         | Jueves 2 de julio de 1998          |
| Chipre                                                                        | Viernes 18 de diciembre de 1998    |
| Colombia                                                                      | Viernes 26 de junio de 1998        |
| Corea del Sur                                                                 | Sábado 30 de enero de 1999         |
| Croacia                                                                       | Jueves 15 de octubre de 1998       |
| Dinamarca                                                                     | Viernes 25 de septiembre de 1998   |
| Ecuador                                                                       | Viernes 14 de agosto de 1998       |
| Egipto                                                                        | Miércoles 21 de octubre de 1998    |
| Emiratos Árabes Unidos                                                        | Miércoles 23 de septiembre de 1998 |
| Eslovenia                                                                     | Jueves 22 de octubre de 1998       |
| España                                                                        | Viernes 11 de septiembre de 1998   |
| Estados Unidos · Canadá                                                       | Viernes 26 de junio de 1998        |
| Estonia                                                                       | Viernes 30 de octubre de 1998      |
| Filipinas                                                                     | Miércoles 8 de julio de 1998       |
| Finlandia                                                                     | Viernes 9 de octubre de 1998       |
| Francia                                                                       | Miércoles 12 de agosto de 1998     |

| País                         | Fecha de estreno                   |
| ---------------------------- | ---------------------------------- |
| Grecia                       | Viernes 18 de diciembre de 1998    |
| Hong Kong                    | Jueves 20 de agosto de 1998        |
| Hungría                      | Jueves 12 de noviembre de 1998     |
| India                        | Viernes 6 de noviembre de 1998     |
| Indonesia                    | Miércoles 30 de septiembre de 1998 |
| Islandia                     | Viernes 2 de octubre de 1998       |
| Israel                       | Jueves 13 de agosto de 1998        |
| Italia                       | Viernes 28 de agosto de 1998       |
| Jamaica                      | Miércoles 22 de julio de 1998      |
| Japón                        | Sábado 19 de diciembre de 1998     |
| Letonia                      | Viernes 23 de octubre de 1998      |
| Líbano                       | Viernes 25 de septiembre de 1998   |
| Lituania                     | Viernes 16 de octubre de 1998      |
| Malasia                      | Jueves 10 de septiembre de 1998    |
| México                       | Viernes 3 de julio de 1998         |
| Noruega                      | Viernes 28 de agosto de 1998       |
| Nueva Zelanda                | Jueves 24 de septiembre de 1998    |
| Países Bajos                 | Jueves 15 de octubre de 1998       |
| Paraguay                     | Viernes 4 de septiembre de 1998    |
| Perú                         | Viernes 17 de julio de 1998        |
| Polonia                      | Viernes 4 de diciembre de 1998     |
| Portugal                     | Viernes 14 de agosto de 1998       |
| Puerto Rico                  | Jueves 2 de julio de 1998          |
| Reino Unido Irlanda          | Viernes 31 de julio de 1998        |
| República Checa · Eslovaquia | Jueves 31 de diciembre de 1998     |
| República Dominicana         | Jueves 6 de agosto de 1998         |
| Rumania                      | Viernes 23 de octubre de 1998      |
| Rusia                        | Viernes 30 de octubre de 1998      |
| Singapur                     | Jueves 3 de septiembre de 1998     |
| Sudáfrica                    | Viernes 11 de septiembre de 1998   |
| Suecia                       | Viernes 24 de julio de 1998        |
| Suiza                        | Viernes 2 de octubre de 1998       |
| Tailandia                    | Viernes 9 de octubre de 1998       |
| Taiwán                       | Sábado 4 de julio de 1998          |
| Turquía                      | Viernes 8 de enero de 1999         |
| Ucrania                      | Viernes 30 de octubre de 1998      |
| Uruguay                      | Viernes 11 de septiembre de 1998   |
| Venezuela                    | Miércoles 29 de julio de 1998      |